# 欢乐剧院
欢乐剧院（Gaiety Theatre）是印度喜马偕尔邦首府西姆拉一个重要的旅游热点，位于市中心的山脊街（The Ridge）。
该剧院是喜马偕尔邦文化活动的中心。它也非常受宝莱坞欢迎，因为许多歌曲和电影经常在这里拍摄。

## 历史
欢乐剧院于1887年5月30日开放，由英国著名建筑师亨利·欧文设计，采用维多利亚时期流行的哥特式建筑风格。
它曾经是市政厅大型建筑群的一部分。它可容纳300多人。最初，这是一座五层建筑，设有剧院、舞厅、军械库、警察局、酒吧和画廊。该建筑群建成后近两十年时，发现在结构上不安全，于是部分拆除，但欢乐剧院保持未动。剧院有着悠久的历史，是娱乐和社交的中心， 总督莱顿勋爵曾撰写并上演了一出戏，名为《沃尔波尔》，魯德亞德·吉卜林在《碎纸片》 中扮演角色，传说貝登·鮑威爾、普利特维拉·卡浦尔、柏蘭、沙希德·卡普爾、阿努帕姆·卡爾、納薩魯丁·沙、舒蕾亞·戈沙爾等人也曾在这里表演过。 当时，英国戏剧在此非常流行，使其赢得“戏剧麦加”的绰号。
房间的音响效果极佳。